# A-bike

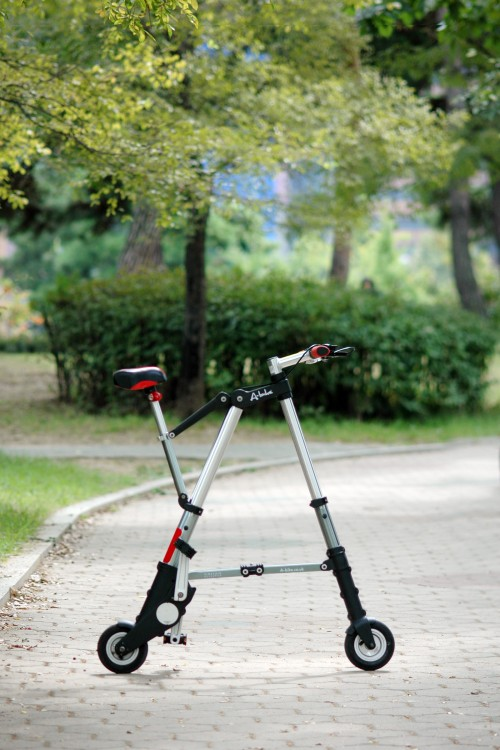
A-bike

De A-bike is de kleinste vouwfiets ter wereld. Hij heeft zijn naam te danken aan het ontwerp dat in uitgevouwen vorm erg op de letter "A" lijkt.
De A-bike werd in Engeland ontwikkeld en gepatenteerd door het Sir Clive Sinclair Research Institute. Hij werd ontworpen voor mensen die hem ingeklapt moeten meenemen om er vervolgens korte afstanden mee af te leggen.
Door zijn kleine afmetingen kan de A-bike gemakkelijk in een rugzak, kofferbak of laadruimte van een boot worden meegenomen. De wielen hebben een doorsnede van 15 cm, waardoor het fietsen op slecht wegdek oncomfortabel is. Na de A-bike kwam de A-bike Plus die wat luxer van uitvoering was. Beiden hadden een opgevouwen maat van 67 x 30 x 16 cm. Hierna kwam de A-Bike City op de markt die 8 inch wielen had (20,32 cm). Deze was 69 x 42 x 20cm van formaat en woog 6,4 kg. Door het grotere wiel was het fietsen ermee wat comfortabeler.
In 2010 stopte het bedrijf met de productie van de twee eerste modellen en de laatste A-bike City fietsen werden gemaakt in het voorjaar van 2015.
Hierna ging men over op het produceren van een elektrische versie, de A-bike Electric. Deze heeft 8 inch wielen en weegt inclusief accu 11,8 kg. Met de in het voorwiel weggewerkte elektromotor kan ongeveer 25 kilometer worden gefietst.